# نیو یونینویل (ایندیانا)
نیو یونینویل (به انگلیسی: New Unionville) یک منطقهٔ مسکونی در ایالات متحده آمریکا است که در شهرستان مونرو، ایندیانا واقع شده‌است. نیو یونینویل ۲۶۷٫۹۲ متر بالاتر از سطح دریا واقع شده‌است.